# Maja Storck
Maja Storck, född 8 oktober 1998 i Münchenstein, Schweiz är en volleybollspelare (vänsterspiker) som spelar för Schweiz landslag i volleyboll.
Storck blev intresserad av att spela beachvolley efter att ha sett sporten på tv. Hon började spela volleyboll som nioåring i den lokala klubben VBC Münchenstein. Hon gick 2012 över till Sm'Aesch Pfeffingen och deras utvecklingsakademi. Hon debuterade med deras seniorlaga i Nationalliga A 2014. Hon deltog i spel på Europanivå första gången i CEV Challenge Cup 2015–2016. Samma säsong tog laget silver i Schweiziska ligan. Hon utsågs i april 2016 till årets ungdom. Efter att tidigare ha spelat med juniorlandslagen debuterade hon med seniorlandslag i Montreux Volley Masters. Under 2016/2017 kom laget åter tvåa i mästerskapet och nådde även final i Schweizer Cup. Hon vann även det schweiska U23-mästerskapet. Hon deltog med landslaget i Sommaruniversiaden 2017 i Taipei. Under 2018 kom hon med Pfeffingen för tredje gången tvåa i schweiska mästerskapet.
Storck bytte 2018 till det tyska laget Ladies in Black Aachen. Med dem nådde hon semifinal i DVV-Pokal och tyska mästerskapet samt spelade i CEV Challenge Cup. Säsongen efter nådde laget kvartsfinal i DVV-Pokal och CEV Challenge Cup. Laget låg sjua i Bundesliga när spelet avbröts p.g.a. Covid-19-pandemin. I mars 2020 utsågs hon till årets bästa schweiska volleybollspelare. Till säsongen 2020/2021 gick hon över till tyska ligakonkurrenten Dresdner SC. I februari 2021 utsågs hon åter till årets bästa schweiska volleybollspelare. Efter säsongen 2021/2022 lämnade hon klubben för italienska Chieri '76 Volleyball.